# シトロエン・C-エリーゼ
C-エリーゼ (仏：Citroën C-Elysée）は、シトロエンが2012年から2022年まで製造・販売している自動車である。同年のパリモーターショーで発表された。プジョー・301は姉妹車である。

## 概要
2012年9月、パリモーターショーにて発表された。
2014年の中国市場での販売は10万台以上を記録した。
2017年11月、マイナーチェンジを実施した。

## モータースポーツ

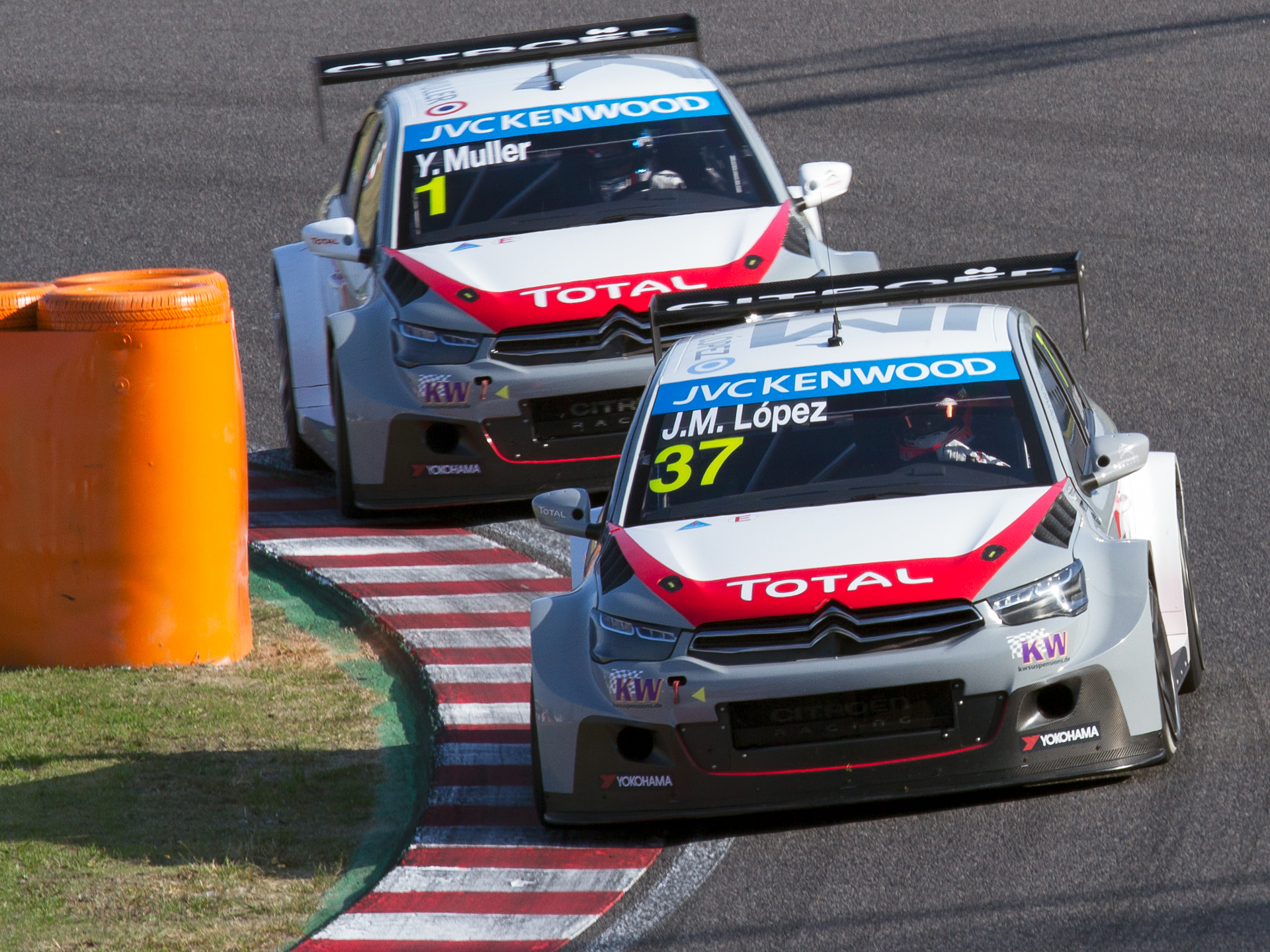
Citroën- TotalCitroënC-ElyséeWTCC

2013年、シトロエンレーシングは、2014年の世界ツーリングカー選手権に参戦するために、新しいサブ・ディビジョンの「シトロエン・ワールド・ツーリングカーチーム」を結成。レースカーは シトロエンC-エリゼWTCCと名づけられ、シトロエン・ワールド・ラリー・チームの経験により、数ヶ月で開発された。  
シトロエンワールドツーリングカーチームは、60kgの重量ハンディキャップにもかかわらず、 2014年のWTCCシーズンの最初の15戦中14勝を勝ち取る。シトロエン/トタルWTCCチームは、2014年上海の第1戦で見事1、2、3、4位を獲得した後、シーズン終了まで5戦を残してマニュファクチャラーズタイトルを獲得した。さらにランキングトップ3は全員C-エリーゼのドライバーで占められた。
2015年、2016年も大同小異で選手権を席巻し、合わせて3連覇した後に、シトロエン・レーシングはWRCへ集中するためにWTCCから撤退した。
WTCC最終年となった2017年もプライベーターがC-エリーゼを運用し、ワークスチームたちを大いに脅かした。